# امامزاده سیدحسین کرنگ
امامزاده سیدحسین کرنگ، روستایی از توابع بخش ساردوئیه شهرستان جیرفت در استان کرمان ایران است که یکی از بزرگان ان منطقه به نام سید حسین حسینی که از نوادگان سید اکبر است.

## جمعیت
این روستا در دهستان ساردوئیه قرار دارد و براساس سرشماری مرکز آمار ایران در سال ۱۳۸۵، جمعیت آن ۳۲ نفر (۶خانوار) بوده‌است.